# خانه فرخ مشعرپور
خانه آقای فرخ مشعرپور در شهرستان فومن، شهرک ماسوله واقع شده و این اثر در تاریخ ۲۵ اسفند ۱۳۸۰ با شمارهٔ ثبت ۵۳۷۰ به‌عنوان یکی از آثار ملی ایران به ثبت رسیده‌است.